# Zlešice
Zlešice jsou malá vesnice, část obce Malenice v okrese Strakonice v Jihočeském kraji. Nachází se asi 2,5 kilometru severozápadně od Malenic. Je zde evidováno 26 adres. V roce 2011 zde trvale žilo 39 obyvatel.
Zlešice leží v katastrálním území Malenice o výměře 9,86 km².

## Historie
První písemná zmínka o vesnici pochází z roku 1424.

## Obyvatelstvo
| Rok            | 1869 | 1880 | 1890 | 1900 | 1910 | 1921 | 1930 | 1950 | 1961 | 1970 | 1980 | 1991 | 2001 | 2011 | 2021 |
| -------------- | ---- | ---- | ---- | ---- | ---- | ---- | ---- | ---- | ---- | ---- | ---- | ---- | ---- | ---- | ---- |
| Počet obyvatel | 182  | 209  | 161  | 159  | 163  | 152  | 121  | 105  | 91   | 93   | 57   | 41   | 39   | 39   | 44   |
| Počet domů     | 23   | 24   | 24   | 24   | 24   | 25   | 26   | 26   | 26   | 22   | 18   | 24   | 26   | 27   | 27   |